# Augusta Camp 2010〜Live and Documentary〜
『Augusta Camp 2010〜Live and Documentary〜』は、福耳の7枚目のライブDVD。

## 解説
2010年に行われた「Augusta Camp 2010」のライブ映像を収録。

## 参加アーティスト
- 杏子
- 山崎まさよし
- スガシカオ
- COIL
- 元ちとせ
- スキマスイッチ
- mi-gu
- 秦基博
- 長澤知之
- さかいゆう

## バンドメンバー
スキマスイッチ
- 新井“ラーメン”健：Guitar, Chorus
- 三浦“JAY”剛：Bass
- 松本智也：Percussion, Chorus

ほか

## 収録会場
横浜赤レンガパーク野外特設ステージ

## 収録内容

### DISC-1
1. Interview / 山崎まさよし
2. Choose the Light / mi-gu
3. Interview:あらきゆうこ(mi-gu)
4. ねぇ、もっと / 杏子
5. 恋するサンビスタ / 杏子 with 岡本定義、あらきゆうこ
6. Interview:杏子
7. 妖精といた夏 [Tribute to 山崎まさよし] / 長澤知之
8. 月明かりに照らされて [Tribute to 山崎まさよし] / 元ちとせ＋長澤知之
9. Interview:元ちとせ
10. Interview:長澤知之
11. アイスクリーム シンドローム / スキマスイッチ
12. 奏 (かなで) / スキマスイッチ
13. ゴールデンタイムラバー / スキマスイッチ
14. Interview:スキマスイッチ
15. 振り向かない [Tribute to 山崎まさよし] / スガ シカオ＋常田真太郎(スキマスイッチ)
16. Interview:スガ シカオ
17. Interview:常田真太郎(スキマスイッチ)
18. ウサギちゃん / 岡本定義(COIL)
19. Interview:岡本定義(COIL)
20. やわらかい月 [Tribute to 山崎まさよし] / 元ちとせ
21. Interview:元ちとせ
22. Room / さかいゆう
23. Interview:さかいゆう
24. 全部、君だった。 [Tribute to 山崎まさよし] / 大橋卓弥(スキマスイッチ)
25. Interview:大橋卓弥(スキマスイッチ)
26. ピアノとギターと愛の詩 / 大橋卓弥(スキマスイッチ)＋さかいゆう

### DISC-2
1. Party People / スガ シカオ
2. 黄金の月 / スガ シカオ
3. 19才 / スガ シカオ
4. Interview / スガ シカオ
5. ペンギン [Tribute to 山崎まさよし] / 杏子＋あらきゆうこ
6. Interview / あらきゆうこ(mi-gu)
7. Interview / 杏子
8. 明日のラストナイト / 長澤知之
9. Interview:長澤知之
10. 水のない水槽 [Tribute to 山崎まさよし] / 岡本定義(COIL)
11. Interview / 岡本定義(COIL)
12. Perfect / 元ちとせ
13. 語り継ぐこと / 元ちとせ
14. Interview / 元ちとせ
15. ツバメ [Tribute to 山崎まさよし] / 秦基博
16. Interview / 秦基博
17. なごり雪 / 秦基博＋元ちとせ
18. 虹が消えた日 / 秦基博
19. メトロ・フィルム / 秦基博
20. アイ / 秦基博
21. Interview / 秦基博
22. One more time, One more chance [Tribute to 山崎まさよし] / さかいゆう
23. Interview / さかいゆう

### DISC-3
1. 月明かりに照らされて / 山崎まさよし
2. HOBO Walking〜晴男 / 山崎まさよし
3. 8月のクリスマス / 山崎まさよし
4. Interview:さかいゆう・秦 基博・長澤知之・スキマスイッチ・元ちとせ・あらきゆうこ(mi-gu)・岡本定義(COIL)・スガ シカオ・杏子
5. やわらかなサイクル / (Encore Session)
6. 山崎まさよしメドレー / (Encore Session)
7. 星のかけらを探しに行こう Again / (Encore Session)
8. 全体リハーサル(8/11) -Documentary-
9. 会場リハーサル(8/13) -Documentary-
10. Special Interview:杏子×あらきゆうこ(mi-gu) -Special Interview-
11. Special Interview:岡本定義(COIL)×長澤知之 -Special Interview-
12. Special Interview:大橋卓弥(スキマスイッチ)×さかいゆう -Special Interview-
13. Special Interview:元ちとせ×秦 基博 -Special Interview-
14. Special Interview:スガ シカオ×常田真太郎(スキマスイッチ) -Special Interview-

## 初回特典内容
スペシャルボックス＋デジパック。80Pフォト・ブックレット＋豪華パッケージ仕様。さらに「やわらかなサイクル」、「ピアノとギターと愛の詩」、「星のかけらを探しに行こう Again〈Acoustic ver.〉のPVを収録。